# 小野茂樹
小野 茂樹（おの しげき、1936年12月15日 - 1970年5月7日）は、東京都渋谷区出身の歌人。

## 人物
1955年に東京教育大学附属中学校・高等学校（現・筑波大学附属中学校・高等学校）を卒業後、早稲田大学文学部国文学科に進学、早稲田大学短歌会に入会。同じく会員であった石本隆一の紹介により前田夕暮系の短歌結社「地中海」に参加し、香川進に師事。1963年に大学を中退し、角川書店や河出書房新社に編集者として勤務する。
1968年に第一歌集『羊雲離散』を刊行し、翌年第13回現代歌人協会賞を受賞。瑞々しさにあふれたやわらかな相聞歌が高く評価された。また、少年期の学童疎開（9歳で長野県に集団疎開し、栄養失調状態で帰京）の経験が作品に濃厚な死の影を落としているとも評される。
恋愛、失恋、結婚、離婚、再婚などで私生活の面で一部の注目を集めたが、1970年に交通事故のため33歳で死去。死後、遺歌集『黄金記憶』が刊行された。

## 著書
- 羊雲離散―小野茂樹歌集(地中海叢書 第39篇) 白玉書房 (1968年)
- 黄金記憶(地中海叢書 第99篇) 白玉書房 (1971年)
- 小野茂樹歌集(現代歌人文庫〈21〉) 国文社 (1982年)ISBN 978-4772002080

## 代表歌
- あの夏の数かぎりなきそしてまたたつた一つの表情をせよ／『羊雲離散』[2]
- わが肩に頬をうづむるひとあれば肩は木々濃き峠のごとし／『羊雲離散』[2]
- くさむらへ草の影射す日のひかりとほからず死はすべてとならむ／『黄金記憶』[2]
- 五線紙にのりさうだなと聞いてゐる遠い電話に弾むきみの声
- グランドの遠景ながら少年と少女の肌のひかり異る